# 松索纳特省
松索納特省（西班牙語：Sonsonate）是薩爾瓦多十四個省之一，位於該國西部，南臨太平洋。面積1,226平方公里，人口518,522人（2006年）。首府松索納特。
1824年建省，下分十六個自治市。
1. ↑   [Total population per department]. Portal Geoestadístico Resultados del Censo de Población y Vivienda 2024.   [13 November 2024]. （原始内容存档于2025-02-01） （西班牙语）.